# Mirosław Gogolik
Mirosław Gogolik (ur. 1973 w Gnieźnie) – polski duchowny rzymskokatolicki, teolog, dr hab. nauk teologicznych, profesor uczelni Zakładu Teologii Praktycznej Wydziału Teologicznego Uniwersytetu im. Adama Mickiewicza w Poznaniu.

## Życiorys
30 maja 1998 roku przyjął święcenia kapłańskie z rąk abp Henryka Muszyńskiego.
W 2004 r. obronił pracę doktorską Posługa katechetyczna osób konsekrowanych w Archidiecezji Gnieźnieńskiej w latach 1992-2004. Studium socjologiczno-pastoralne, której promotorem był ks. prof. Jan Szpet. W 2013 r. habilitował się na podstawie pracy zatytułowanej "Nauczycielu dobry…". Paradygmat nauczyciela religii w świetle rozmowy Jezusa Chrystusa z bogatym młodzieńcem. Został zatrudniony na stanowisku adiunkta w Zakładzie Katechetyki na Wydziale Teologicznym Uniwersytetu im. Adama Mickiewicza w Poznaniu.
Był pełnomocnikiem dziekana w Sekcji w Bydgoszczy – Prymasowskiego Instytutu Kultury Chrześcijańskiej im. Kardynała Stefana Wyszyńskiego na Wydziale Teologicznym Uniwersytetu im. Adama Mickiewicza w Poznaniu.
Jest profesorem uczelni w Zakładzie Teologii Praktycznej na Wydziale Teologicznym Uniwersytetu im. Adama Mickiewicza w Poznaniu, a także członkiem Rady Dyscypliny Naukowej – Nauk Teologicznych Uniwersytetu im. Adama Mickiewicza w Poznaniu.
Po wydzieleniu diecezji bydgoskiej w 2004 został do niej inkardynowany. W 2022 roku bp Krzysztof Włodarczyk, biskup diecezjalny bydgoski, mianował go kanonikiem gremialnym kapituły katedralnej bydgoskiej, z funkcją teologa kapituły, a także nadał mu przywilej noszenia infuły. W tym samym roku został mianowany wikariuszem biskupim ds. katechetycznych i szkół katolickich oraz formacji kapłańskiej diecezji bydgoskiej. Jest rezydentem parafii NMP Matki Kościoła w Bydgoszczy.